# Hymenophyllum badium
Hymenophyllum badium är en hinnbräkenväxtart som beskrevs av William Jackson Hooker och Grev. Hymenophyllum badium ingår i släktet Hymenophyllum och familjen Hymenophyllaceae. Inga underarter finns listade.